# Macizo de los Alpilles
El macizo de los Alpilles es un macizo montañoso no muy elevado, con un paisaje de rocas blancas calcáreas, ubicado al noroeste del departamento francés de Bocas del Ródano. Se extiende de oeste a este entre Tarascón y Orgon sobre una superficie de 50 000 hectáreas, y por dieciséis comunas, aunque en poca extensión por Tarascon y San Martín-de-Crau. En los Alpilles viven aproximadamente 43 000 personas. Desde el 13 de julio de 2006, las colectividades locales están asociadas dentro del parque natural regional de los Alpilles.

## Toponimia
La primera alusión al nombre dado a la cadena de los Alpilles aparece relativamente tarde. Bajo el Antiguo Régimen, la montaña no parece tener nombre. A lo sumo Claude François Achard habla de «montañas de las Baux» en 1787. Sin embargo, en la misma época, llamó a una cumbre de las Alpilles con el nombre de « Houpies », haciendo referencia a la Torre de las Opies. Este nombre deriva del provenzal Aupiho, que es un diminutivo del nombre Aup (« Alpes »). El término « Alpilles » designa pues una cadena que se compara a unos pequeños Alpes. También encontramos otra forma para designar la cadena de los Alpilles: el término « Alpino », usado para designar, por ejemplo, la cadena de las Alpinas, en Barbentane, es sin duda más antiguo que la forma « Alpilles ». En la Vita de Cesario de Arlés, obispo de Arlés en el siglo VI, se lee que el eclesiástico hacía visitas in Alpinis locis, lo que parece corresponder más a las Alpilles que a los Alpes.
En el siglo XIX y en el primer tercio del siglo XX, coexistente ambos términos, pero parece que se reserva la forma « Alpina » a la cadena de montañas, mientras que « Alpilles » designa más la cumbre de la cadena (la « señal de las Alpilles »). El félibre Frédéric Mistral (1830-1914), utiliza invariablement la forma « Alpilles », que va a acabar por imponerse como el término correcto para designar la cadena montañosa comprendida entre Crau y Pequeña Crau.

## Geografía

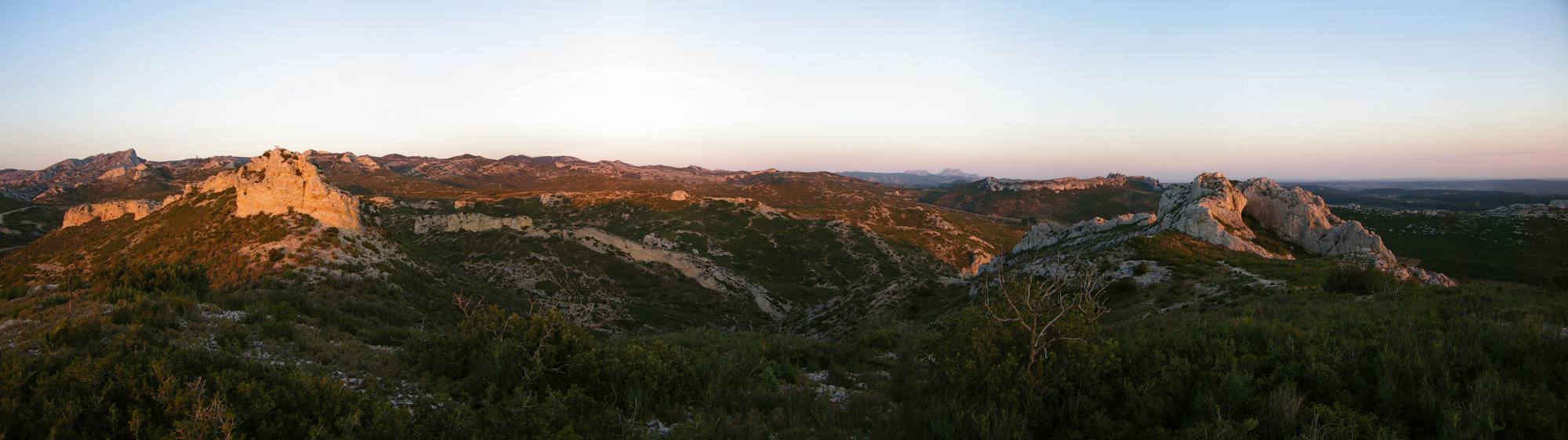
Panorama de los Alpilles

### Situación
El macizo de los Alpilles está ubicado en el sur de Francia, en el departamento de Bocas del Ródano (región Provenza-Alpes-Costa Azul), a unos sesenta kilómetros al norte de Marsella. Se extiende según un eje este oeste sobre aproximadamente 25 km, desde el valle del Ródano hasta el valle del Durance. Está compuesto por varias zonas:
- La parte principal del macizo, denominada la Alpille (aupiho, « Pequeña Alpe »), se extiende desde la capilla de San Gabriel de Tarascon hasta la carretera que conecta Aureille a con Eygalières.[4]
- Los Opies, al este del Alpille, están compuestos por tres pequeñas cumbres: la de los Opies, el monte Menu y el Défends (comunas de Eyguières, Lamanon y Aureille).[5]
- Las Colinas (o roquedos de la Pène) son un eslabón estrecho que se extienden al sur del macizo del que están separadas por la carretera departamental 17 (Arles-Paradou).[6]
- Los Costières, ubicadas en el municipio de San Martín-de-Crau, forman la zona que marca el límite sur del macizo. Este gana altitud a medida que progresa hacia el norte, y desciende de modo abrupto hacia las marismas de los Baux, al sur de los roquedos de la Pène.[7]

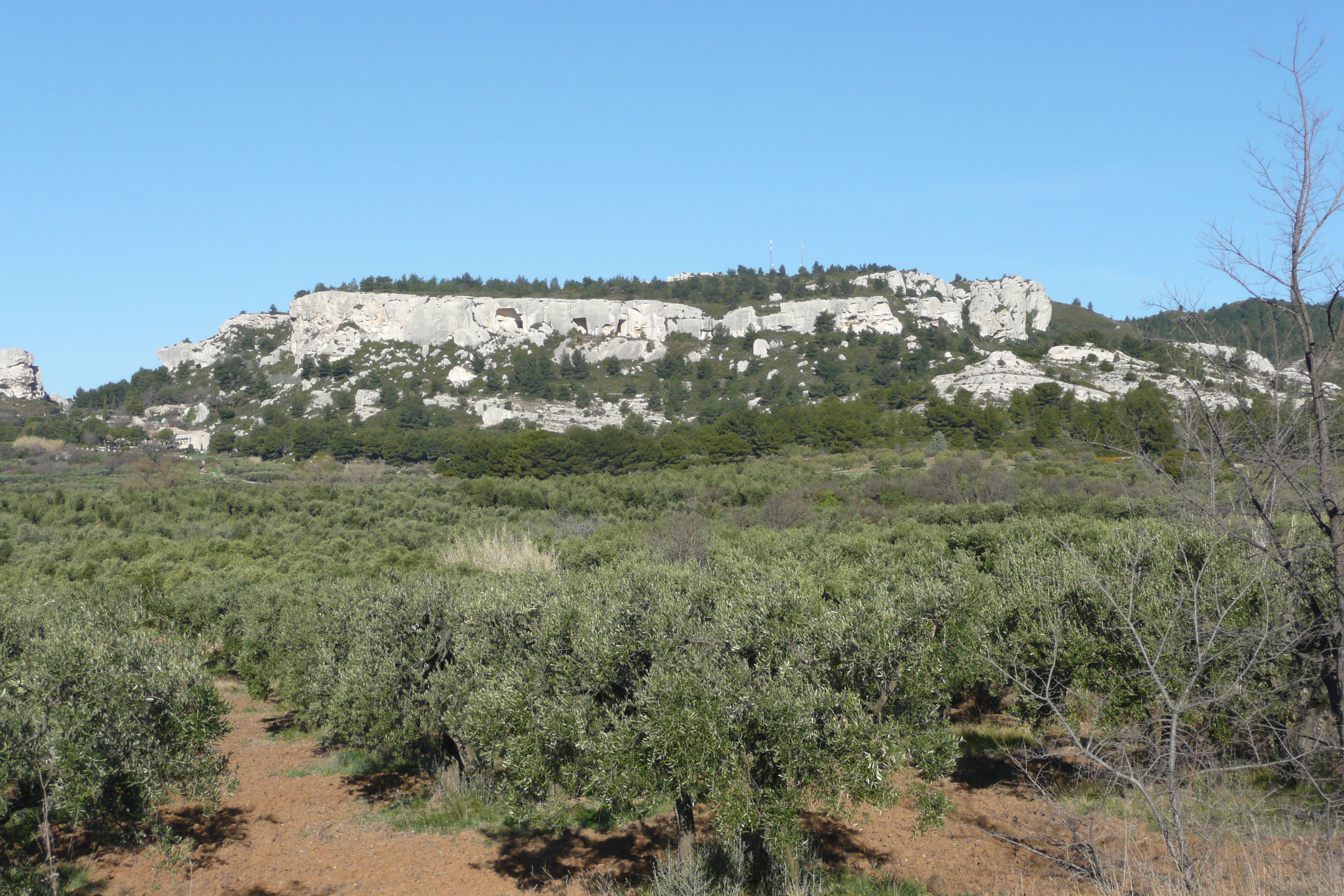
Olivar en la llanura de las Baux.

- Olivar en la llanura de las Baux.Los Chaînons son un conjunto de cumbres de poca altitud (50 metros aproximadamente) entre Aureille y Montmajour caracterizados por los valles que forman. Los Oppidum de las Caisses de Jean-Jean son tal vez el más conocido.[8]

Fuera de estas cumbres, el macizo de los Alpilles presenta varias llanuras:
- Los pantanos de los Baux, entre los Costières y los roquedos de la Pène, poblados en sus orillas desde la Prehistoria, presentan una superficie planea desecada durante el siglo XIX.
- La llanura de Fontvieille, ubicada al norte y al noreste de este municipio, debe su existencia al depósito de aluviones por el Ródano en el macizo. Se trata hoy de una gran zona triangular dedicada al cultivo de la viña y del olivo.Torre de los Opies.

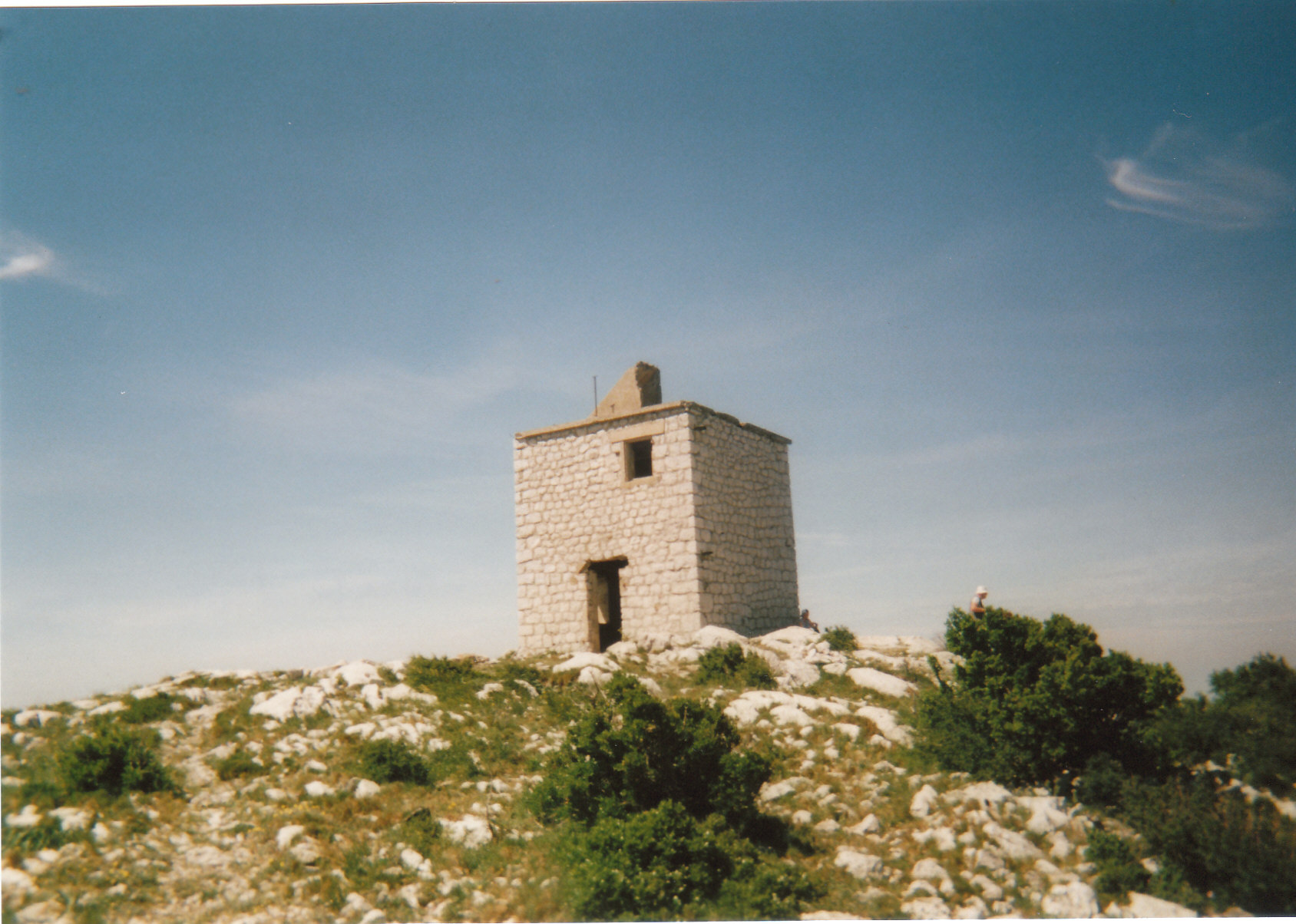
Torre de los Opies.

- La llanura de Roquemartine, por el contrario, se ubica al norte de Eyguières y presenta un relieve con pendientes cubiertas de hierba que sirven de pasto a numerosos rebaños de ovejas.
- Las Llanuras son una inmensa meseta que forma la unión entre la llanura de Roquemartine y Notre-Dame de Beauregard (común de Orgon). Esta meseta está cubierta por un bosque de encinas.
- La llanura de Saint-Rémy-de-Provenza marca el límite norte del macizo. Al abrigo del antiguo sitio de Glanum, esta llanura es fértil. El pintor Vincent van Gogh inmortalizó el paisaje durante su estancia en el asilo de San Pablo Mausolo (1889-1890)
- La llanura de Eygalières (llamada "vallon des Prés" en su conjunto y "llanura de Calans" a la parte sur de Eygalières) tiene grandes extensiones de olivares y está más urbanizada que el resto del macizo[9]
- La llanura de Baux, al pie del pueblo de Les Baux, está dedicada como la llanura de Fontvieille al cultivo de la vid y el olivo.

### Topografía

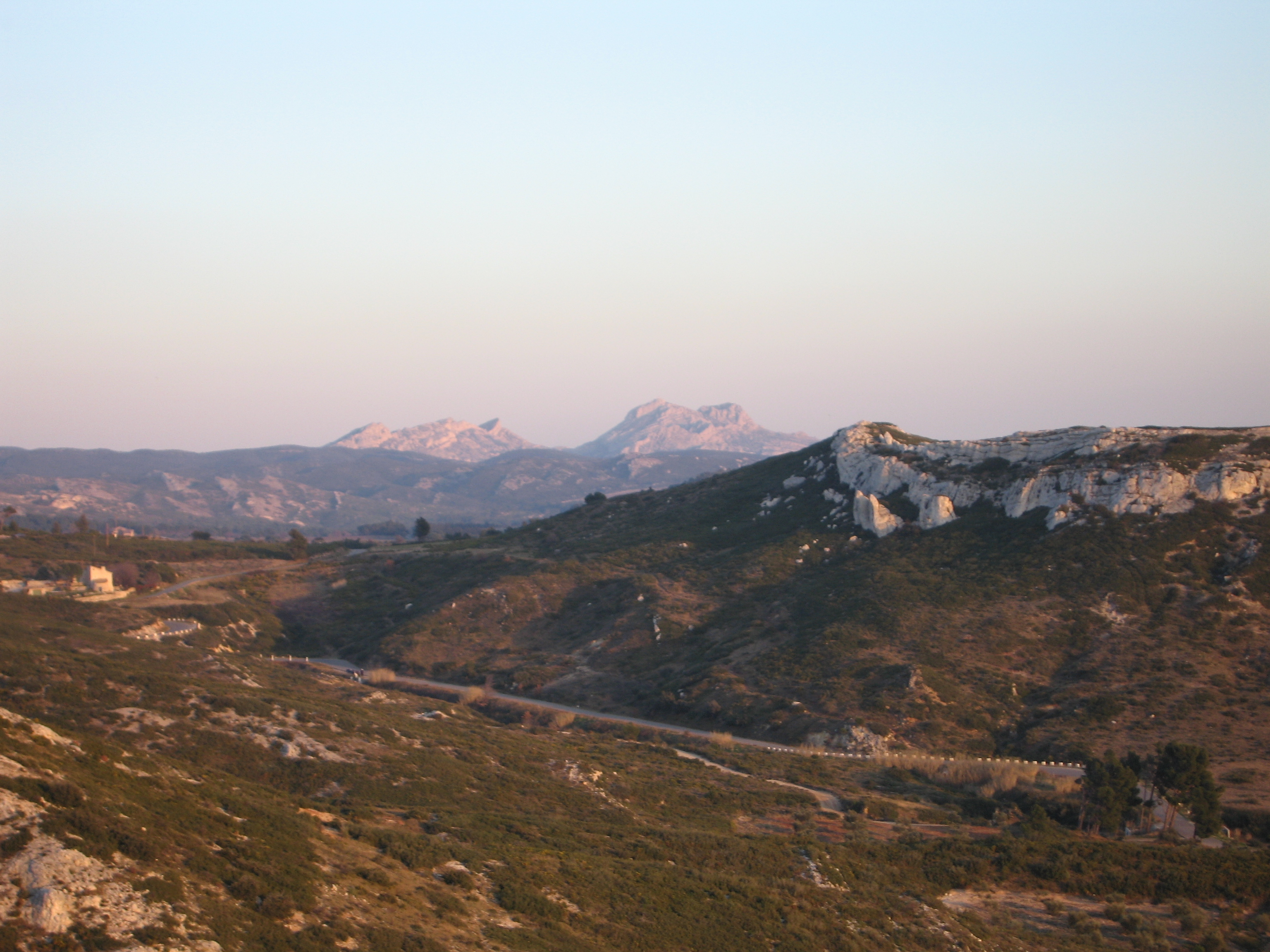
Los Alpilles, la Torre de las Opies (498 m) al fondo

Mapa topográfico

El macizo de Alpilles es uno de los principales relieves del departamento de Bocas del Ródano Al norte se encuentra la llanura hortícola de San-Rémy-de-Provenza y al sur la llanura de la Crau. El punto más elevado es la Torre de las Opies, a 498 metros de altitud, al este del macizo. Los otras cumbres son: la meseta de la Caume (387 m), el monte Gaussier (306 m), el monte Paon y el Valle del Infierno.
El macizo de los Alpilles está recorrido por numerosos arroyos llamados « gaudres ». Un gaudre (del provenzal gaudre: (« pequeño arroyo ») designa un curso de agua a menudo seco en verano y de poco caudal durante el resto del año. Para satisfacer las necesidades de agua de los municipios del macizo se han creado varios canales que toman el agua de algunos gaudres.
Hasta los años 1880, la zona situada al sur de los roquedos de la Pène estaba inundada totalmente y era conocida con el nombre de « marismas de los Baux ». Este gran lago, rico en pesca, tenía una superficie de varias hectáreas y permitió a generaciones de ribereños vivir de la pesca, pero estas marismas fueron desecadas progresivamente desde los años 1830.
Toda una red de canales atraviesa hoy los antiguos pantanos, como el canal de Monestier y el de San Lorenzo.

### Geología
Los Alpilles están constituidas de estratos de rocas sedimentarias plegadas. Forman un anticlinal.
- Caliza
- Arenisca
- Bauxita
- Margas

### Clima
A pesar de la altura de las Alpilles, no hay diferencias notables entre las llanuras que rodean el macizo y las cumbres. El clima es de tipo mediterráneo, con veranos secos y las estaciones intermedias lluviosas. Como el conjunto de las zonas situadas en las proximidades del Ródano, los Alpilles están sujetas al mistral. En cambio, el piedemonte sur está más resguardado de episodios de heladas, con 40 días por año. La primavera está entre las más precoces de Provenza. Se pueden ver los almendros en flor desde finales de enero.
A diferencia de las llanuras, las cumbres de las Alpilles son más húmedas y el riesgo de tormentas es mayor

#### El mistral
El mistral sopla fuerte del norte o del noroeste, particularmente en invierno y en primavera. Los Alpilles desvían el viento, pero este sopla en los Baux prácticamente tan fuerte como en el norte de la cadena. El mistral sopla fuertemente 100 días por año de media y débilmente 83 días, lo que solo deja 182 días sin viento por año.
Se distinguen dos tipos de mistral: el « mistral blanco », que despeja el cielo totalmente y acentúa la luminosidad, y el « mistral negro », más raro, que va acompañado de lluvia.

### Vegetación
Hay poblaciones de coníferas con entre otras el pino de Alepo y el pino silvestre. Se encuentra también la Genista de Villars.
Hay varias especies vegetales protegidas en el territorio del macizo, como la campanilla de verano (Leucojum aestivum) o el romerillo (Helianthemum lavandulaefolium).